# 19 novembre dans les chemins de fer
19 octobre 19 décembre
Chronologies thématiques
- Croisades
- Sports
- Disney

Cette page concerne les événements qui se sont déroulés un 19 novembre dans les chemins de fer.

## Événements

### XXesiècle
- 1904. France : ouverture de la station Rue Saint-Denis (aujourd'hui Réaumur - Sébastopol) du métro de Paris.
- 1922. France : inauguration de la gare de La Rochelle-Ville.